# Knežlaz
Knežlaz (en serbe cyrillique : Кнежлаз) est un village du sud-ouest du Monténégro, dans la municipalité de Kotor.

## Démographie

### Évolution historique de la population
| 1948 | 1953 | 1961 | 1971 | 1981 | 1991 | 2003 |
| ---- | ---- | ---- | ---- | ---- | ---- | ---- |
| 103  | 107  | 97   | 82   | 55   | 43   | 26   |